# Salix herbacea
Espèce
Classification APG III (2009)
Le saule herbacé (Salix herbacea) est une espèce de plante à fleurs de la famille des Salicaceae. C'est un arbre nain des régions arctiques et montagnardes des écozones paléarctique et néarctique. Cette espèce de saule est caractérisée par une très petite taille : il ne dépasse pas 10 centimètres de hauteur. Le saule herbacé ne doit pas être confondu avec le saule rampant (Salix repens), une autre espèce de saule nain.

## Caractéristiques

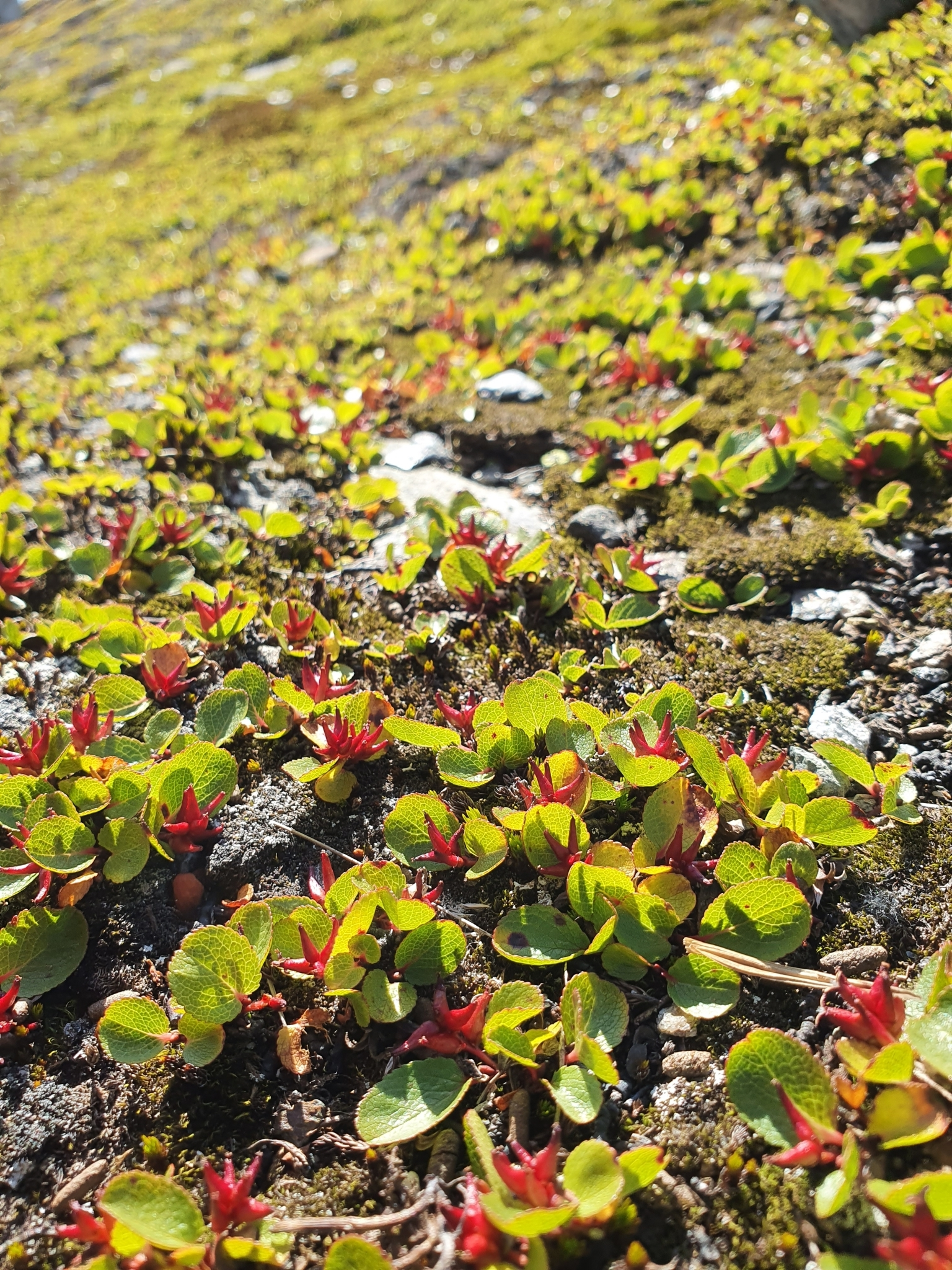
Saules herbacés en Norvège.

Le saule herbacé a une hauteur généralement comprise entre 5 et 10 centimètres. Il s'agit néanmoins d'un arbre car l'espèce produit du xylème. Ses feuilles mesurent entre 6 et 20 millimètres de longueur et l'espèce émet des rhizomes.

## Répartition
Le saule herbacé est présent dans les zones froides (Arctique et montagnes) des écozones paléarctique et néarctique,. Il peut être rencontré dans l'Arctique canadien et jusqu'à l'extrême nord-est des États-Unis, sur les côtes du Groenland, en Islande, à l'île Jan Mayen, au Svalbard, dans l'ouest de la Sibérie et dans le nord de la Russie européenne, dans la péninsule Scandinave, aux îles Féroé, dans les îles Britanniques, dans la plaine d'Europe du Nord et dans les montagnes d'Europe (Pyrénées, Alpes, Carpates, Balkans, Tatras et Sudètes).

## Protection
Le saule herbacé est protégé dans la région Auvergne.